# Два з одного (Пікар)
Два з одного (англ. Two of One) — шоста серія другого сезону американського телевізійного серіалу «Зоряний шлях: Пікар». Сценарій епізоду написали Сінді Аппель і Джейн Меггс, режисував Джонатан Фрейкс. Перший показ відбувся 7 квітня 2022 року.

## Зміст
Пікар лежить без свідомості на підлозі, йому являються спогади про дитинство.
За 34 хвилини до того. Пікар і Спостерігач перебувають на гала-концерті. Жан-Люк знову назвав Спостерігача Ларіс. Команда готується пройти охорону. Джураті має стегнову кобуру, де переховувала присипляючий газ. За допомогою королеви Борг Джураті знімає наручники, ніби вони зроблені з паперу. Агнес присипляє співробітників служби безпеки в центрі управління. У Пікара стався серцевий напад, і команда відвезла його до доктора Терези. Доктор вдарила його струмом зі стимулятора і повернула серце до ритму. Раффі помічає, що Ріос дивиться на неї дивно, відколи він зустрівся з лікаркою Терезою. Раффі радить йому тримати язик за зубами, оскільки роман з людиною із іншого століття суперечить часовій лінії.
Джураті за допомогою королеви Борг виривається з наручників і зламує базу даних гала-концерту. З перебігом подій стає зрозуміло, що королева є дуже активним співучасником двох з одного — тілесною формою є Агнес Джураті. Агнес надає Пікару, Таллін та Ріосу доступ до гала-концерту.
Королева не лише впливає на її дії, але в один момент генерує EMP, щоб Джураті могла відвернути всіх, стрибнувши на сцені та виконуючи танець. Це непростий альянс, коли королева намагається контролювати — і знаходить можливість викиду ендорфінів, за допомогою якого можна було б заволодіти господарем. Пікар має справу з Сунгом, який повідомляє охороні, що Жан-Люк небезпечний. Ріос вражений справжніми сигарами, дерев'яними сірниками та нетиповою їжею. Раффі знову ввижається Елнор.
Q, взявши на себе роль терапевта Рене, розпалює її незахищеність текстовими повідомленнями, і вона починає тікати з вечірки. Пікар знаходить її та переконує виконати місію, розповідаючи про свою матір, яка також любила зірки та теж мала психічні проблеми.
Агнес і Королева вимикають світло та відволікають увагу, співаючи джазовий кавер на «Тіні ночі» Пет Бенатар. Внаслідок викиду ендорфінів Королева повністю контролює тіло Агнес. Лише коли вона закінчила свою пісню, Джураті надто пізно усвідомила, що все, починаючи від випивки і розмов з Ріосом, аж до співу, стало причиною того, що Королева підвищила рівень ендорфіну до такого стану, що вона могла заволодіти тілом Агнес.
Пікар намагається переконати Рене не покинати проєкт. Жан-Люк каже Рене, що «доктор Джемісон» виголосить тост і вона вирішує повернутися. Сунг бачить Рене та Пікара, які разом гуляють на вулиці, і намагається переїхати дівчину своєю машиною. Пікар штовхає її з дороги, але його збиває машина і він втрачає свідомість. Ріос в присутності Рене звертається до непритомного Пікара як до адмірала. Ріос та команда доставляють адмірала в клініку Терези, завершуючи цикл з початку епізоду. Тереза використовує електронні дефібрилятори, але він залишається в комі. Пікар запускає і надсилає електричний зворотний зв'язок у дефібрилятор — оскільки він є синтетом.
Повернувшись додому, Сун свариться на Кору;. Кора знаходить його дослідження і дізнається — вона єдина, хто вижив з багатьох клонів, які він створив. Кора виявляє, що вона не є природною людиною, а є останньою з багатьох спроб її «батька» клонувати та генетичних маніпуляцій. У клініці Терези Таллінн вирішує проникнути в розум Пікара, щоб допомогти йому прокинутися від спогадів, на яких Жан-Люк зосереджений. Раффі гидливо ставиться до ідеї, але зрештою поступається.
Поки Рене відходить на карантин, її місце на «Шанго» підтверджено.
Агнес Джураті тепер повністю опанована королевою Борґ, розгулює на вулицях Лос-Анджелеса.
Наскільки все може стати гірше?

## Створення
Музичну тему до серіалу написав Джефф Руссо

## Сприйняття та відгуки
На сайті «Rotten Tomatoes» епізод отримав 100 % підтримки на основі відгуків 6 критиків.
В огляді «StarTrek.com» зазначалося: «Ми перебуваємо в другій половині першого сезону „Star Trek: Picard“, і здається, що всі частини починають ставати на свої місця. Ми все більше розуміємо, що відбувається, чому це відбувається, і що наша відважна команда може зробити, щоб виправити минуле.»
«Den of Geek»: «Будь-який епізод „Зоряного шляху: Пікар“, у якому знімальна група „Ла-Серени“ одягнена у формальний одяг, знаходить привід для випадкової музичної перерви та показує Патріка Стюарта, який щиро бадьорить молоду жінку, яка сумнівається у власній силі, автоматично буде виключена. миттєва класика в моїй книзі. Чи „Два в одному“ ідеальна година? ні. Чи все, що в ньому відбувається, має повний сенс? Не зовсім! Але цей епізод сповнений тієї чарівної алхімії серця й надії, яка є настільки суто Зоряним шляхом, що неможливо відірвати погляд, навіть у найстрашніші моменти.»
«Tor.com»: «Режисером цього епізоду є Джонатан Фрейкс, який став одним із найкращих телевізійних режисерів в історії медіа, і я маю віддати йому особливу заслугу за заключний кадр. У цей момент я вже був повністю ситий по горло цим епізодом, оскільки не повністю повернувся до нього після того, як „Тіні ночі“ викинули мене з нього, а потім вони говорять про вхід у мозок Пікара! А потім Музікер каже: „Наскільки гірше може бути?“ і вона справді повинна знати, що не спокушати гнів будь-кого з високого верху, і я щойно закінчив з епізодом…»
«TV Tropes» здійснює детальний розбір аналогій, неспівпадінь та недоречностей епізоду.
Лорі Ольстер з «TrekMovie.com» зазначено: «„Двоє з одного“ — чудовий простий епізод, присвячений виїзній місії. Часом глибоко, а часом трохи тупо, команда розважається в стилі „Одинадцять друзів Оушена“, а Пікар і режисер Джонатан Фрейкс виходять набагато краще, ніж їхній останній епізод („Ганчірка міста зоряного пилу“) у першому сезоні. Спираючись на медіарес епізод отримав чіткий фокус і цокання годинника, показуючи його майже в реальному часі. Але для епізоду, який був створений для гри в жанрі пограбування, не було так багато дії, і ця структура здавалася милицею для підвищення ставок. У перервах між гламуром, джазом і ґегами в епізоді деякий час досліджували основну тему сезону страху, разом із певними дотиками до психічного здоров'я та залежності.»
На сайті «IMDb» станом на листопад 2023 року епізод отримав 6.2 з 10 зірок схвалення при 3300 голосах.

## Знімались
| Актор            | Роль              |
| ---------------- | ----------------- |
| Патрік Стюарт    | Жан-Люк Пікар     |
| Елісон Пілл      | Агнес Джураті     |
| Джері Раян       | Сьома-з-Дев'яти   |
| Мішель Герд      | Раффі Музікер     |
| Еван Евагора     | Елнор             |
| Орла Брейді      | Таллінн           |
| Іза Бріонес      | Кора Сун          |
| Сантьяго Кабрера | Крістобаль Ріос   |
| Брент Спайнер    | Адам Сун          |
| Джон де Лансі    | Q                 |
| Енні Вершинг     | Королева Борг     |
| Пенелопа Мітчелл | Рене Пікар        |
| Сол Родрігес     | Тереза Рамірес    |
| Александре Чен   | приємний офіціант |
| Рен Ганамі       | Лі                |
| Мішель Гаро      | перша охоронець   |
| Шоу Джонс        | другий охоронець  |
| Річард Лекок     | командер Муса     |